# Dekanat orszański rejonowy II
Dekanat orszański rejonowy II – jeden z dwudziestu jeden dekanatów wchodzących w skład eparchii witebskiej i orszańskiej Egzarchatu Białoruskiego Patriarchatu Moskiewskiego.
Dziekanem jest protojerej Siergiej Worobjow.

## Parafie w dekanacie[1]
- Parafia św. Trójcy w Babiniczach
  - Cerkiew św. Trójcy w Babiniczach
- Parafia Świętych Piotra i Pawła w Brazdzietczynie
  - Cerkiew Świętych Piotra i Pawła w Brazdzietczynie
- Parafia Przemienienia Pańskiego w Kopysiu
  - Cerkiew Przemienienia Pańskiego w Kopysiu
- Parafia św. Aleksandra Newskiego w Krapiwnie
  - Cerkiew św. Aleksandra Newskiego w Krapiwnie
- Parafia św. Trójcy w Orzechowsku
  - Cerkiew św. Trójcy w Orzechowsku

## Galeria

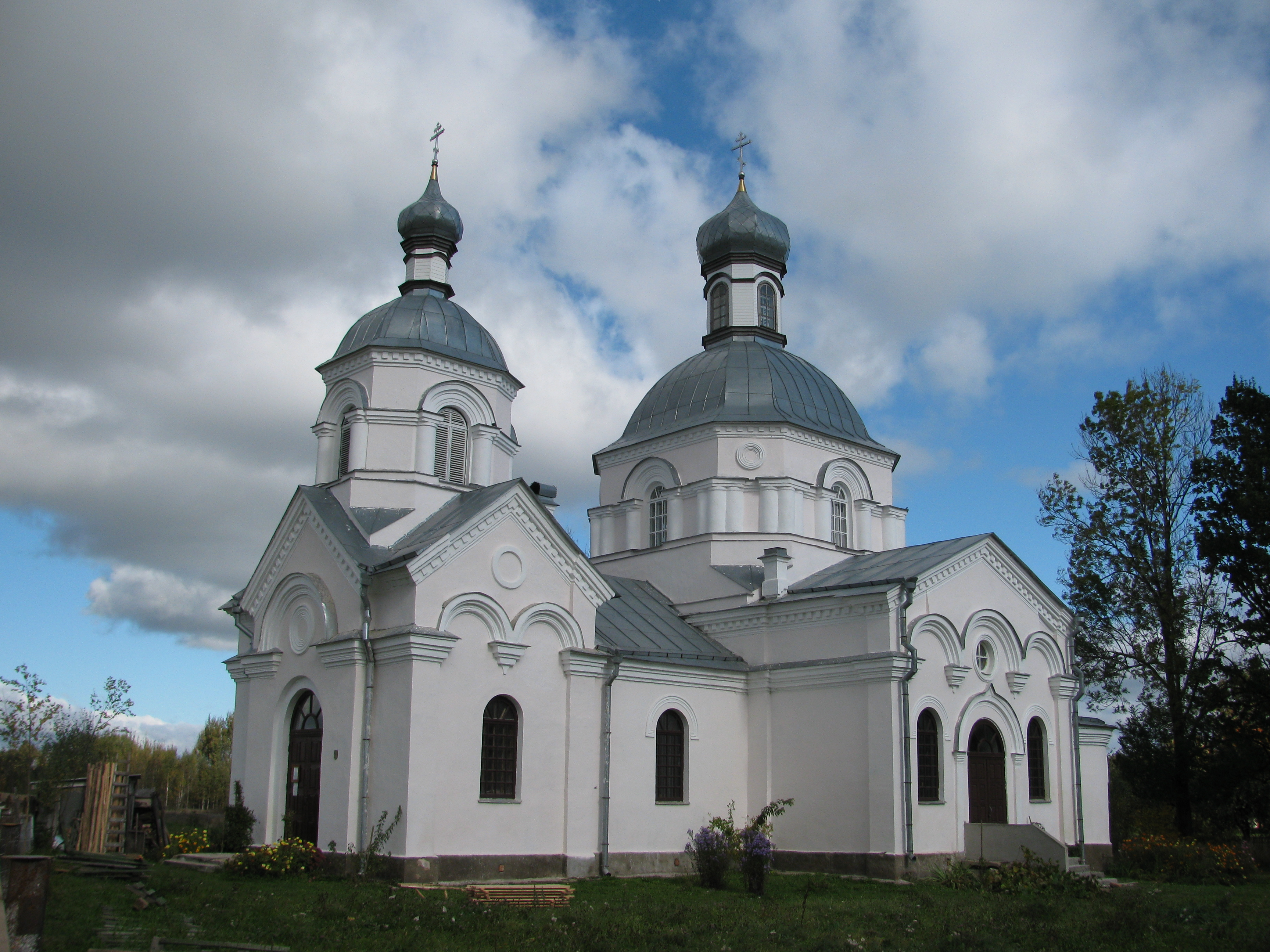
Cerkiew Świętych Piotra i Pawła w Brazdzietczynie
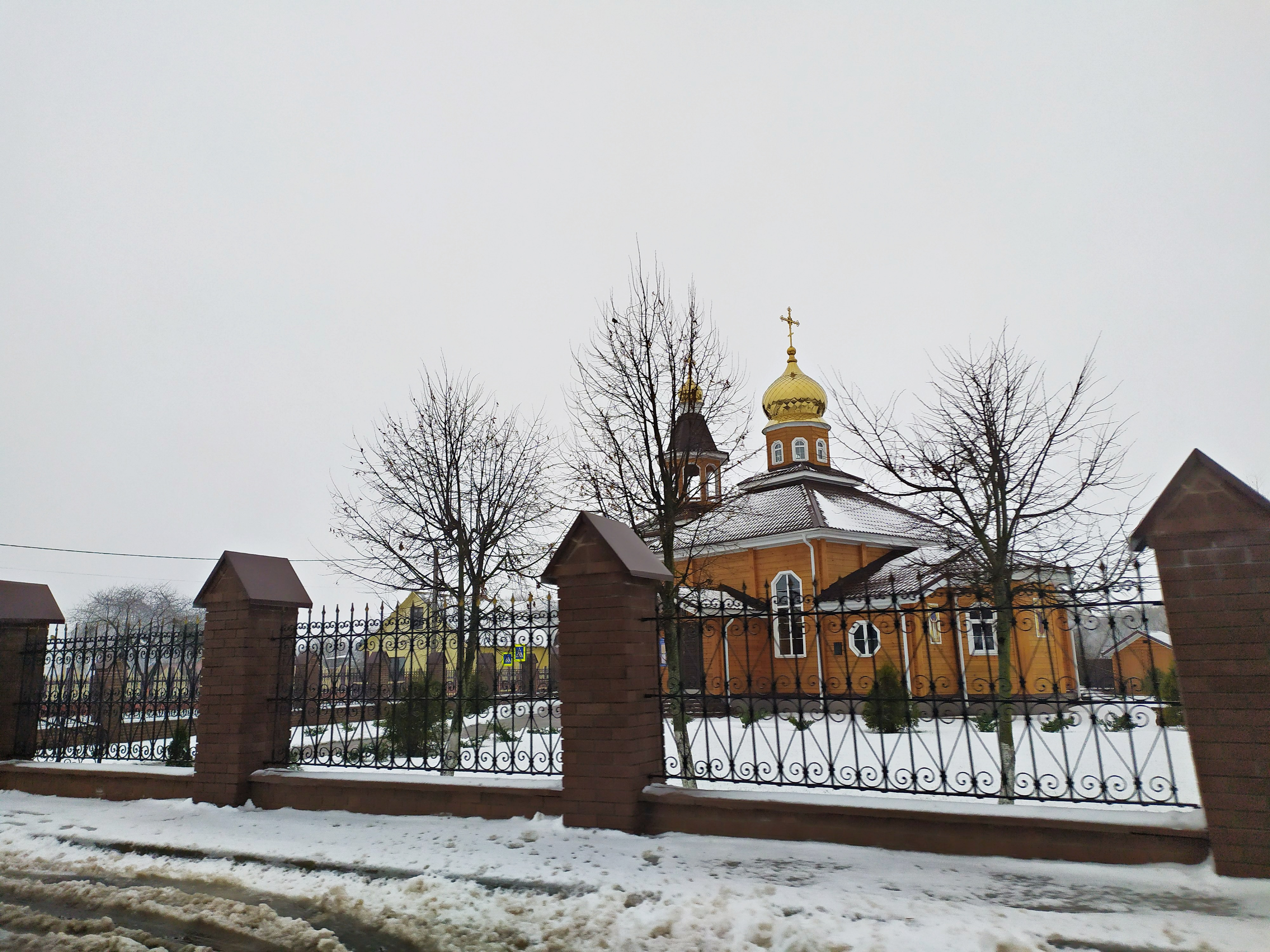
Cerkiew Przemienienia Pańskiego w Kopysiu
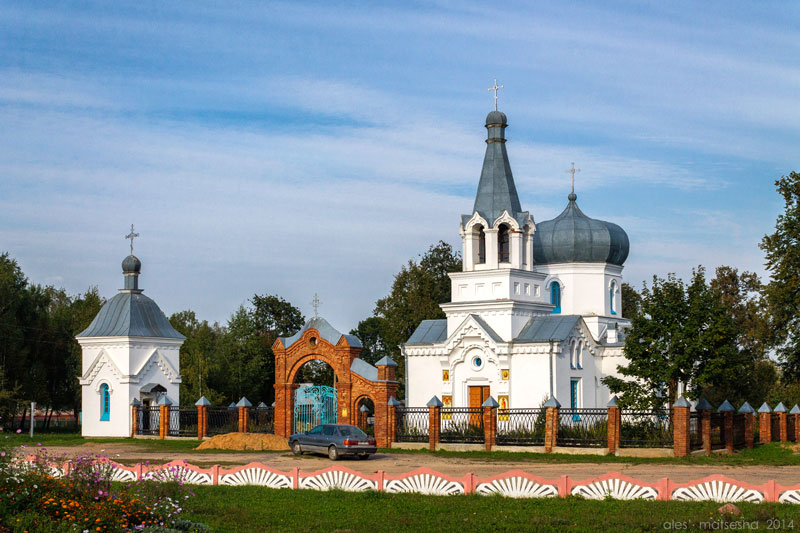
Cerkiew św. Aleksandra Newskiego w Krapiwnie